# فلیچه بورل
فلیچ بورل (به ایتالیایی: Felice Borel) بازیکن فوتبال و اهل ایتالیا است 

## تیم ملی
از سال ۱۹۳۳ میلادی عضو تیم ملی فوتبال ایتالیا بوده و در ۳ بازی ملی حضور داشته‌است. او در بازی‌های ملی‌اش ۱ گل به ثمر رساند.
فلیچ بورل آخرین بازی ملی خود را در سال ۱۹۳۴ میلادی انجام داد.